# Пламинек, Йозеф
Йозеф Пламинек (чеш. Josef Plamínek; род. 12 июня 1954 или 12 июня 1956, Усти-над-Лабем, Усти-над-Лабем) — чехословацкий гребец, выступавший за сборную Чехословакии по академической гребле в 1972—1982 годах. Обладатель серебряной медали чемпионата мира, победитель и призёр первенств национального значения, участник двух летних Олимпийских игр.

## Биография
Йозеф Пламинек родился 12 июня 1954 года в городе Усти-над-Лабем, Чехословакия.
Впервые заявил о себе на международном уровне в сезоне 1972 года, когда вошёл в состав чехословацкой национальной сборной и выступил на юниорском мировом первенстве в Милане, где в зачёте восьмёрок стал четвёртым.
В 1975 году на чемпионате мира в Ноттингеме снова занял четвёртое место в восьмёрках.
Благодаря череде удачных выступлений удостоился права защищать честь страны на летних Олимпийских играх 1976 года в Монреале — в программе восьмёрок на сей раз финишировал шестым.
В 1977 году был четвёртым в восьмёрках на чемпионате мира в Амстердаме.
В 1979 году стартовал на чемпионате мира в Бледе, где вместе с напарником Миланом Шкопеком и рулевым Олдржихом Гейдушеком завоевал серебряную медаль в рулевых двойках, уступив на финише только экипажу из Восточной Германии.
Находясь в числе лидеров чехословацкой гребной команды, благополучно прошёл отбор на Олимпийские игры 1980 года в Москве — здесь в распашных рулевых двойках занял итоговое шестое место.
После московской Олимпиады Пламинек ещё в течение некоторого времени оставался действующим спортсменом и продолжал принимать участие в крупнейших международных регатах. Так, в 1981 году он стал четвёртым в рулевых двойках на чемпионате мира в Мюнхене.
В 1982 году стартовал в восьмёрках чемпионате мира в Люцерне — сумел квалифицироваться лишь в утешительный финал В и расположился в итоговом протоколе соревнований на седьмой строке.